# Leucania conferta
Leucania conferta là một loài bướm đêm trong họ Noctuidae.